# برانكو أمبويرو
برانكو أمبويرو (بالإسبانية: Branco Ampuero)‏ هو لاعب كرة قدم تشيلي في مركز الدفاع، ولد في 19 يوليو 1993 في Carelmapu ‏ في تشيلي. لعب مع نادي أونيفرسيداد كاتوليكا.

## وصلات خارجية
- برانكو أمبويرو على موقع قاعدة بيانات كرة القدم.إي يو (الإنجليزية)
- برانكو أمبويرو على موقع ناشيونال فوتبول تيمز (الإنجليزية)
- برانكو أمبويرو على موقع Soccerway.com (الإنجليزية)
- برانكو أمبويرو على موقع AS.com (الإسبانية)